# Five for Fighting

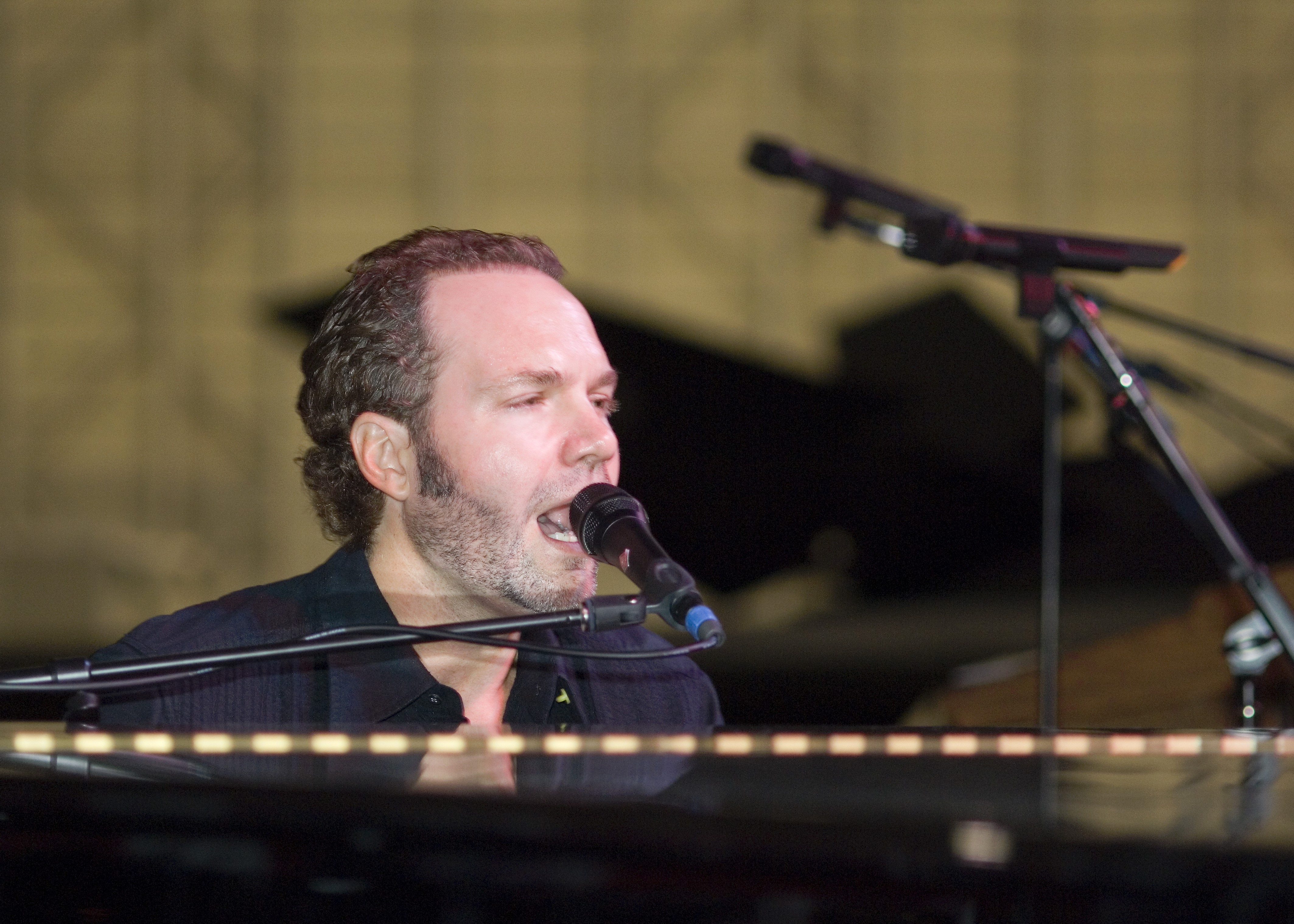
John Ondrasik (2007)

Five for Fighting (artiestennaam van John Ondrasik) (Los Angeles, 7 januari 1965), is een Amerikaanse singer-songwriter. Zijn bekendste single is "Superman (It's Not Easy)".

## Biografie
Ondrasiks album ‘’America Town’’ uit 2000, behaalde platinum in de VS, grotendeels door het succes van het lied ‘’Superman (It's Not Easy)’’ in 2002. Het album ‘’The Battle for Everything’’ uit 2004 werd ook een succes in de Verenigde Staten. Van dit album werd ook een DualDisc uitgebracht, met aan de ene kant het album en aan de andere kant een dvd met bonusmateriaal en de muziekvideo van de single ‘’100 Years’’. In augustus 2006 bracht Ondrasik zijn vierde album, ‘’Two Lights’’, uit. Het vijfde album van Five for Fighting werd op 13 oktober 2009 uitgebracht en kreeg de naam ‘’Slice’’. De eerste single van dit album: ‘’Chances’’ was op 21 juli van dat jaar al beschikbaar om te downloaden. Het zesde album van Five for Fighting draagt de naam ‘’Bookmarks’’ en kwam uit op 17 september, 2013. De eerste single van dit album: ‘’What If’’ kwam uit op 11 juni, 2013.
John Ondrasik heeft ook een filantropische website die zich richt op de vraag: ‘’What kind of world do you want?’’ (naar aanleiding van de single ‘’World’’).

## Discografie
- Message for Albert (1997)
- America Town (2000) (met onder andere "Superman (It's Not Easy)", "Easy Tonight" en "America Town")
- Acoustic Live (ep, 2004)
- The Battle for Everything (2004) (met onder andere "100 Years", "The Devil in the Wishing Well" en "If God Made You")
- 2+2 Makes 5 (ep, 2004)
- The Battle for Everything (DualDisc) (2006)
- The Riddle (ep, 2006)
- Two Lights (2006)
- Back Country (2007)
- Slice (2009)
- Bookmarks (2013)